# Eodorcadion intermedium
Eodorcadion intermedium es una especie de escarabajo longicornio de la subfamilia Lamiinae. Fue descrita científicamente por Jakovlev en 1889.
Se distribuye por Mongolia. Mide 14,5-25,3 milímetros de longitud. El período de vuelo ocurre en los meses de julio y agosto.